# Sancta Maria Általános Iskola és Leánygimnázium
Az 1857-ben alapított Sancta Maria Általános Iskola és Leánygimnázium Egerben, a Kossuth Lajos utca 8.-ban működött. 2013-tól 2017-ig Egri Ward Mária Általános Iskola, Gimnázium, Kollégium és Alapfokú Művészeti Iskola néven működött, ezt követően az Egri Főegyházmegye fenntartásába került és a gimnázium 9–12. évfolyama az Andrássy György Katolikus Közgazdasági Technikum, Gimnázium és Kollégiumba olvadt.

## Épülete
Az eredetileg egyemeletes, barokk épület (hrsz.: 6571, 6594/2) műemlék. A kétemeletes iskolaépület négyzet alaprajzú belső udvart fog körül.
Az aediculás, timpanonos kapu fölötti szoborfülkében Szűz Mária kegyszobra áll, a timpanonban Bartakovics Béla érsek címere látható. Északkeleti szárnyában kápolna kapott helyet.
A földszinti és emeleti helyiségek is boltozottak.
A kovácsoltvas rácsok 18., a legtöbb ajtó és ablak 19. századi munka.

## Története
Az épületet Érseki Jogi Akadémiának (Collegium Iuridicum) építtette Foglár György püspök. Az építkezést Giovanni Battista Carlone (?) tervei alapján 1744-ben kezdték el, de kivitelezési hibák miatt abbahagyták, és csak hosszabb szünet után kezdték újra (1763–1767, kivitelező: Povolny János). A Jogi Akadémia 1852-ig működött itt, amikor is átköltözött a szomszédos Líceumba. Ekkor Bartakovics érsek ráépíttette a második emeletet, majd a kápolnát. Utóbbi 1855-re készült el, ekkor kapták meg az épületet az angolkisasszonyok. Az államosításkor az iskola megszűnt, épületébe a Szilágyi Erzsébet (Leány)Gimnázium költözött. A kápolnából a város házasságkötő terme lett, melyből csak 1991. január 1-jén lett újra kápolna. A SzEG az 1992/1993-es tanévben költözött el innen, ekkor költözött be ismét az újjáalakult rendi iskola.
Az udvarában álló rokokó Batthyány-pavilont (trsz.: 1994) Fellner Jakab tervezte, 1770-ben épült.
A Klapka György u. felé L alaprajzú szárnyat építettek hozzá 1927–1930 között (építész: Wind István).

## Az oktatási intézmény
A katolikus iskola vezéreszméje a katolikus nevelés és az oktatás szoros egysége. Az intézmény fővédnöke: Seregély István egri érsek, fenntartója az angolkisasszonyok (Congregatio Jesu) magyarországi szervezete. Az intézmény gimnáziumi érettségire és felsőfokú tanulmányokra készít elő. Részei:
- négyosztályos római katolikus elemi iskola
- alapfokú zeneiskola
- nyolcosztályos római katolikus leánygimnázium és kollégium

Az iskola minden év novemberében nyílt napot tart.

## Híres tanulók
- Lux Elvira (1929–2016) szexuálpszichológus, klinikai szakpszichológus, adjunktus
- Törőcsik Mari (1935–2021) a nemzet színésze

## Elérhetőségek
- Egri Ward Mária Általános Iskola, Gimnázium, Kollégium és Alapfokú Művészeti Iskola
- Főigazgató: Kaszap Viktória CJ
- Igazgató: Nyitrai Katalin
- Cím: 3300 Eger, Kossuth L. u. 8.
- Telefon: 36/312-190
- Honlap: https://web.archive.org/web/20131203043401/http://ward-maria.hu/